# Norsk Modelljernbane
Norsk Modelljernbane AS (kurz NMJ) ist ein norwegischer Spielwarenhersteller, der hauptsächlich Modelleisenbahnen und Modelleisenbahnzubehör fertigt und dieses weltweit vertreibt. Es handelt sich dabei um den ältesten Modellbahnhersteller in Norwegen.
Das Unternehmen baut bevorzugt Lokomotiven und Wagen nach skandinavischen, insbesondere norwegischen Vorbildern. Gefertigt wird in den Spurweiten 0 und H0. Daneben produziert NMJ Modelleisenbahnzubehör, insbesondere Modellgebäude nach norwegischen Vorbildern. Besonders originell sind die Resin- und Laser-cut-Gebäude.